# Avenue des Champs-Élysées
| Avenue des CHAMPS ÉLYSÉES               | Avenue des CHAMPS ÉLYSÉES          |
| --------------------------------------- | ---------------------------------- |
| Pladsering af Avenue des Champs-Élysées |                                    |
| Arrondissement                          | VIIIe                              |
| Kvarter                                 | Champs Elysées. Faubourg du Roule. |
| Starter                                 | Place de la Concorde               |
| Slutter                                 | Place Charles De Gaulle            |
| Længde                                  | 1910 meter                         |
| Bredde                                  | 70 meter                           |
| Oprettet                                | 1670                               |
| Benævnelse                              | 2. marts, 1864                     |
|                                         |                                    |
| [[{{{areal kort}}}\|230px]]             |                                    |
| Champs Elysées                          |                                    |

Avenue des Champs-Élysées (fransk for "gaden ved de elysæiske marker") er den gade i Paris, som løber fra Place de la Concorde til Place Charles-de-Gaulle, tidligere Place de l'Étoile, Stjernepladsen, hvor Triumfbuen står. I daglig tale kaldes gaden blot (les) Champs-Élysées.
Champs-Élysées er en dyr indkøbsgade med butikker som Chanel og Louis Vuitton, ligesom Danmarkshuset er beliggende der.
Champs-Élysées danner hvert år i juli rammen om afslutningen på cykelløbet Tour de France.